# Steningedalens naturreservat
Steningedalens naturreservat är ett naturreservat i Sigtuna kommun i Stockholms län.
Området är naturskyddat sedan 2006 och är 139 hektar stort. Reservatet omfattar en sträcka av Märstaån med våtmarker och öppet landskap nordväst om ån och delvis söder om ån samt skog på kuperad terräng i nordost. Reservatets skog består barrskog och lövskog.